# Samuel Alexandre Rousseau
Samuel Alexandre Rousseau (Neuve-Maison (Aisne, 11 de juny de 1853 - París, 1 d'octubre de 1904) fou un compositor francès.
Va fer els estudis al Conservatori de París, on el 1877 aconseguí el gran premi d'orgue, classe de César Franck, i dos anys més tard el gran Prix de Rome, amb la cantata La fille de Jephté. Aquell mateix any conquistà el premi, amb l'òpera còmica Dinorah, estrenada a París el desembre de 1879. Els seus enviaments des de Roma foren les obres, Labinies (1880); Raddir (1881), i La Florentine (1882). En retornar de la seva pensió guanyà la plaça d'organista de Santa Clotilde de París, i no gaire més tard fou nomenat mestre de cors de la Societat de Concerts del Conservatori.
Les seves obres més celebrades són les òperes:
- La cloche de Rhin en tres actes, estrenada a París el 8 de juny de 1898;
- Mérowig, entres actes, que aconseguí el premi de la ciutat de París i fou representada per primera vegada a Nancy el 12 de gener de 1899;
- Milia (1904;
- Leone, drama líric en quatre actes estrenat a París el 7 de març de 1910.

A més va compondre les Cantates: Judith (1876) i La fille de Jephté (1878).
Les obres religioses: Libera Me Domine (1885) Rèquiem i un Magnificat.
Música de cambra:
- Gavotte (1897);
- Cello Sonata in A (1902);
- Piece for Cello and Piano (1903);
- Elegy for Cello and Piano (1903);
- Piece Concertante;
- Rondes and Blancs.

Per a Orgue:
- Echo (1894)
- Double Varfied Themes(1898)
- Wedding Celebration Tune;
- Verset in Canon Form;
- Scherzo;
- Berceuse;
- Melody and Canon;
- Offertory;
- Prayer;
- Verset of Procession;
- Melody in A.